# Arlette Duclos-Lahaye
Arlette Emilienne Zulma Cornelia Duclos, ook Arlette Duclos-Lahaye, (Houtem, 23 september 1918 - Poperinge, 9 maart 2010) was een Belgisch volksvertegenwoordiger.

## Levensloop
Arlette was een dochter van apotheker Guillaume Duclos en van Rachel de Vallejo. Ze trouwde in 1939 met Sylvain Lahaye, broer van senator Hilaire Lahaye en voorzitter van de Liberale Jonge Wacht.
Ze was driemaal provincieraadslid van West-Vlaanderen voor het district Poperinge: eerst van 1949 tot 1950, daarna van 1954 tot 1958 en vervolgens van 1965 tot 1968. Ook was ze vanaf 1953 gemeenteraadslid van Poperinge, waar ze van 1983 tot 2000 schepen was.
In 1968 werd ze voor de PVV verkozen tot lid van de Kamer van volksvertegenwoordigers voor het arrondissement Ieper, een mandaat dat ze vervulde tot in 1974, en opnieuw van december 1978 tot november 1981. In de periode december 1971-maart 1974 en vanaf januari 1979 zetelde ze als gevolg van het toen bestaande dubbelmandaat ook in de Cultuurraad voor de Nederlandse Cultuurgemeenschap, die op 7 december 1971 werd geïnstalleerd. Vanaf 21 oktober 1980 tot november 1981 was ze tevens korte tijd lid van de Vlaamse Raad, de opvolger van de Cultuurraad en de voorloper van het huidige Vlaams Parlement.
Ze was ook nog voorzitster van de Liberale Vrouwenbond in Poperinge, ondervoorzitster van de Liberale Ziekenkas in Ieper, lid van de provinciale commissie voor de verfraaiing van volkswoningen, lid van de provinciale commissie voor volksgezondheid, lid van de provinciale commissie voor wooncultuur en lid van het Jeugdbeschermingscomité Ieper.